# Kang Hye-jeong
Kang Hye-jeong (강혜정?; Incheon, 4 gennaio 1982) è un'attrice sudcoreana.

## Biografia
Kang Hye-jeong iniziò a lavorare come modella durante il primo anno di liceo e, alla fine degli anni novanta, apparve in televisione con piccoli ruoli in drama e sitcom. La sua prima parte cinematografica fu in Nabi, per il quale vinse il premio miglior attrice al Puchon International Fantastic Film Festival. Nel 2003 fu scelta da Park Chan-wook per interpretare Mi-do in Old Boy, che le valse il Blue Dragon Film Award come miglior attrice non protagonista nel 2004, e nel 2005 recitò in Welcome to Dongmakgol, con il quale si guadagnò il Grand Bell Awards come miglior attrice non protagonista nel 2006. Sempre nel 2005 fu chiamata di nuovo per la seconda volta da Park Chan-wook, dopo Oldboy, per un cameo in Lady Vendetta, ultimo film della trilogia della vendetta. Successivamente recitò in Invisible Waves di Pen-Ek Ratanaruang. Tornò in televisione nel 2011 con Miss Ripley.

## Filmografia

### Cinema
- Flush, regia di Song Il-gon – cortometraggio (2001)
- Nabi (나비), regia di Moon Seung-wook (2001)
- Old Boy (올드보이), regia di Park Chan-wook (2003)
- Cut, episodio di Three... Extremes (쓰리, 몬스터 : 컷), regia di Park Chan-wook (2004)
- Cappuccetto Rosso e gli insoliti sospetti (Hoodwinked!), regia di Cory Edwards (2005) - voce (edizione sudcoreana)
- Namgeug-ilgi (남극일기), regia di Yim Pil-sung (2005) - cameo
- Yeon-ae-ui mokjeok (연애의 목적), regia di Han Jae-rim (2005)
- Lady Vendetta (친절한 금자씨), regia di Park Chan-wook (2005) - cameo
- Welcome to Dongmakgol (웰컴 투 동막골), regia di Park Kwang-hyun (2005)
- Invisible Waves (คำพิพากษาของมหาสมุทร), regia di Pen-Ek Ratanaruang (2006)
- Domabaem (도마뱀), regia di Kang Ji-eun (2006)
- Herb (허브), regia di Heo In-moo (2007)
- Uri jib-e wae wanni (우리 집에 왜 왔니), regia di Hwang Soo-ah (2009)
- Kill Me (킬미), regia di Yang Jong-hyeon (2009)
- Triangle (트라이앵글), regia di Ji Young-soo (2009)
- Girlfriends (걸프렌즈), regia di Kang Seok-Beom (2009)
- Wedding Palace (웨딩 팰리스), regia di Christine Yoo (2011)
- Dwitdamhwa - Gamdog-i michyeos-eo-yo (뒷담화: 감독이 미쳤어요), regia di E J-Yong (2013)
- Gaereul humchineun wanbyeokhan bangbeop (개를 훔치는 완벽한 방법), regia di Kim Sung-ho (2014)
- Lucid Dream (루시드 드림), regia di Kim Jun-seong (2017)

### Televisione
- Eun-shil-i (은실이) – serie TV (1998)
- Jump (점프) – serie TV (1999)
- Nonstop (논스톱) – serie TV (2002)
- Naebang nebang (내방네방) – webserie (2003)
- Kkot chaj-eureo watdanda (꽃 찾으러 왔단다) – serie TV (2007)
- On Air – serie TV (2008) - cameo
- Miss Ripley (미스 리플리) – serie TV (2011)
- Gyeolhon-ui kkomsu (결혼의 꼼수) – serie TV (2012)
- Nae insaeng-ui (내 인생의 혹) – film TV (2014)